# Xã Meigsville, Quận Morgan, Ohio
Xã Meigsville (tiếng Anh: Meigsville Township) là một xã thuộc quận Morgan, tiểu bang Ohio, Hoa Kỳ. Năm 2010, dân số của xã này là 895 người.